# Алкоголики (альбом)
«Алкоголики» — студийный макси-сингл ростовской рэп-группы «Грани» из «Объединённой Касты», выпущенный лейблом Respect Production в ноябре 2003 года.
Помимо «Граней» в альбоме приняли участие Панама, Маринесса Покарано, Электроник, Чипс. В сингле использована песня «Ростов-город, Ростов-Дон», исполненная Краснознамённым имени А. В. Александрова ансамблем песни и пляски Советской Армии (худ. рук. Б. Александров).
В соответствии с заголовком альбома, большая часть альбома содержит описание алкогольных опытов участников группы. Одна из немногих композиций на другую тематику — «Под вечным огнём» — не воспринимается должным образом на фоне песен менее серьёзной проблематики.
Вторая половина диска содержит несколько ремейков песен «Алкоголики» и «Мелодрама», минимально отличающихся друг от друга.

## Список композиций
| Номер трека | Название                                | Участвует | Музыка                     |
| ----------- | --------------------------------------- | --- | -------------------------- |
| 01          | Опачки (Вот и мы)                       | Змей, Тёмный, Тигра | Змей                       |
| 02          | Алкоголики (оригинал)                   | Змей, Панама («Бледнолицые Нигга'дяи»), Маринесса Покарано, Тёмный, Электроник                                               | Шым                        |
| 03          | Планёрка                                | Змей, Тигра | Шым                        |
| 04          | Мелодрама (оригинал)                    | Змей, Тигра | Влади                      |
| 05          | Вы не слышали «Граней»?                 | Отрывки из треков «Раз на раз-два», «Трёхмерные рифмы», «Слово за слово», «Поэт», «Юго-Восточная Европа»                     | Влади                      |
| 06          | Под вечным огнём                        | Тигра, Змей, Тёмный | Влади                      |
| 07          | Дороже золота                           | Тёмный, Змей, Тигра | Влади                      |
| 08          | Алкоголики (лабораторная версия)        | Чипс («Апачи»), Змей, Панама («Бледнолицые Нигга'дяи»), Маринесса Покарано, Электроник                                       | Влади                      |
| 09          | Мелодрама (ремикс Шыма)                 | Змей, Тигра | Шым                        |
| 10          | Ростов-город, Ростов-Дон                | Краснознамённый имени А. В. Александрова ансамбль песни и пляски Советской Армии. Художественный руководитель Б. Александров | М. Блантер – А. Софронов   |
| 11          | Алкоголики (оригинал-минус)             | | Шым                        |
| 12          | Алкоголики (лабораторный минус)         | | Влади                      |
| 13          | Мелодрама (оригинал-минус)              | | Влади                      |
| 14          | Мелодрама (ремикс-минус)                | | Шым                        |
| 15          | Алкоголики (акапелла)                   | Змей, Панама («Бледнолицые Нигга'дяи»), Маринесса Покарано, Тёмный, Электроник                                               |                            |
| 16          | Мелодрама (акапелла)                    | Змей, Тигра |                            |
| 17          | Мелодрама (ремикс от «Big Black Boots») | Змей, Тигра | DJ Дим («Big Black Boots») |

Сведение: 1,3,4,6-8 (Влади); 2 (Шым)
Права: 1-17 («Respect Production»)